# Sangruma (sockenhuvudort i Kina, Qinghai Sheng, lat 33,65, long 99,20)
Sangruma (kinesiska: 桑日麻, 桑日麻乡, 康龙达) är en sockenhuvudort i Kina. Den ligger i provinsen Qinghai, i den nordvästra delen av landet, omkring 410 kilometer sydväst om provinshuvudstaden Xining. Antalet invånare är 2 383. Befolkningen består av 1 138 kvinnor och 1 245 män. Barn under 15 år utgör 34 %, vuxna 15-64 år 62 %, och äldre över 65 år 3,0 %.
Trakten runt Sangruma är nära nog obefolkad, med mindre än två invånare per kvadratkilometer. Närmaste större samhälle är Jianshe, 18,8 km öster om Sangruma. Trakten runt Sangruma består i huvudsak av gräsmarker.
Genomsnittlig årsnederbörd är 660 millimeter. Den regnigaste månaden är juli, med i genomsnitt 139 mm nederbörd, och den torraste är december, med 4 mm nederbörd.